# Đức Huệ (huyện)
Đức Huệ là một huyện nằm ở phía đông bắc tỉnh Long An, Việt Nam.

## Địa lý
Huyện Đức Huệ nằm ở phía bắc của tỉnh Long An, có vị trí địa lý:
- Phía đông giáp huyện Đức Hòa
- Phía tây giáp Vương quốc Campuchia
- Phía nam giáp các huyện Bến Lức, Thạnh Hóa, Thủ Thừa
- Phía bắc giáp thị xã Trảng Bàng, tỉnh Tây Ninh.

Huyện có diện tích tự nhiên là 43.092,4 ha.
Huyện Đức Huệ giáp vùng "Mỏ vẹt" của Campuchia. Nằm rìa phía đông bắc vùng Đồng Tháp Mười. Kinh tế của huyện chủ yếu vẫn dựa vào nông nghiệp. Huyện có tiềm năng phát triển thương mại với Campuchia.
Đức Huệ ở vào vị trí là rìa phía đông bắc vùng Đồng Tháp Mười, tiếp giáp vùng Đông Nam Bộ, là nơi chuyển tiếp từ Đông Nam Bộ xuống Đồng bằng sông Cửu Long. Từ vị trí địa lý kể trên, tiếp nhận nguồn nước ngọt bổ sung từ hồ Dầu Tiếng, Đức Huệ phát huy thế mạnh sản xuất nông sản hàng hóa đặc trưng của Đồng bằng sông Cửu Long như: lúa, mía đường, thịt (heo, bò, vịt), tôm cá và lâm sản (tràm). Đồng thời, với vị trí là cửa ngõ gần nhất từ biên giới Campuchia - qua thị trấn Hậu Nghĩa về Thành phố Hồ Chí Minh, nên có lợi thế phát triển dịch vụ thương mại (xuất nhập khẩu qua biên giới), thu hút vốn đầu tư từ ngoài vào (kinh tế trang trại, dịch vụ, thương mại,...).
Trong tương lai, khi hoàn thành xây dựng các trục giao thông chính và tuyến đường vành đai biên giới N1 sẽ giúp cho Đức Huệ khai thác các lợi thế phát triển kinh tế - xã hội, nhất là kinh tế dịch vụ phát triển mạnh, góp phần chuyển đổi cơ cấu kinh tế theo hướng công nghiệp hóa - hiện đại hóa.
Tuy nhiên, vị trí địa lý cũng gây cho Đức Huệ một số hạn chế: Do là nơi chuyển tiếp giữa Đông Nam Bộ và Đồng bằng sông Cửu Long với mẫu chất là phù sa cổ và phù sa mới cùng các vật liệu sinh phèn xen kẽ phủ lên nhau, nên 100% diện tích đất thuộc loại đất có vấn đề, cộng với khi chưa có hồ Dầu Tiếng thì toàn bộ lãnh thổ huyện Đức Huệ bị nhiễm mặn 4 g/l từ 3 - 4 tháng/năm, kết cấu hạ tầng chậm được đầu tư và cũng là một trong những huyện nghèo nhất của tỉnh Long An (số hộ nghèo còn đến 19,3%). Đồng thời, với 25 km đường biên giới (thuộc 4 xã) là địa bàn nóng của nạn buôn lậu, lôi cuốn không ít nguồn nhân lực tham gia, gây trễ nải sản xuất nông nghiệp cũng như tâm lý kiếm tiền dễ dàng hơn là lao động chân chính.
.

### Dân số
Dân số trung bình năm 2000 của huyện Đức Huệ là 62.567 người, mật độ dân số 145 người/km², chỉ bằng 50% mức trung bình mật độ dân số của tỉnh Long An (294 người/km²) nên Đức Huệ được xem là vùng đất rộng người thưa; đặc biệt dân số khu vực thành thị chỉ có 5.606 người, chiếm 8,96% tổng dân số (chỉ bằng 1/3 tỷ lệ dân số thành thị cả nước), dân số nông thôn 56.912 người (chiếm 90,9%), tốc độ tăng dân số bình quân 1,36%/năm. Điểm đáng lưu ý là phần lớn cư dân đến đây định cư sau năm 1975 (dân kinh tế mới), cần cù chịu khó lao động, song thiếu kinh nghiệm, trình độ văn hóa và chuyên môn thấp.

### Lao động
Tổng lao động toàn huyện năm 2000 là 31.910 người; trong đó, lao động nông - lâm nghiệp 28.086 người chiếm 88,02%, lao động công nghiệp - TTCN 325 người chiếm 1,02% và lao động thương mại - dịch vụ 1.765 người chiếm 5,53%, lao động khác 5.43%. Như vậy, nguồn nhân lực tập trung chủ yếu cho sản xuất nông - lâm nghiệp, việc chuyển dịch cơ cấu lao động diễn ra chậm và có phần chưa được hợp lý.
Nguồn nhân lực ở huyện Đức Huệ có chất lượng thấp, đây là một nguyên nhân ảnh hưởng đến phát triển kinh tế vì nhân lực là nhân tố quan trọng hàng đầu của lực lượng sản xuất. Số lao động có trình độ chuyên môn kỹ thuật và quản lý trong các ngành là 713 người (chiếm 2,23% lao động xã hội); trong đó, trình độ đại học 69 người, cao đẳng 136 người, trung cấp 461 người, dưới trung cấp 47 người. Nếu kể cả trình độ sơ cấp và công nhân kỹ thuật ước khoảng 3% lao động thì tổng cộng số lao động được đào tạo là 5,25%, song lại chủ yếu tập trung ở khu vực quản lý nhà nước, giáo dục, y tế. Do vậy, đây là một tồn tại lớn của huyện Đức Huệ.
Để phát triển kinh tế - xã hội, nhất thiết phải đào tạo, nâng cao mặt bằng dân trí, trình độ chuyên môn cho người lao động, để họ có khả năng tiếp thu và ứng dụng khoa học - kỹ thuật vào sản xuất (với chỉ tiêu là 15 - 20% số lao động được đào tạo).

### Khí hậu - Thời tiết
Khí hậu huyện Đức Huệ mang tính chất đặc trưng nhiệt đới gió mùa với nền nhiệt cao đều quanh năm, ánh sáng dồi dào, lượng mưa khá lớn và phân bố theo mùa.
Theo số liệu quan trắc của trạm Hiệp Hòa, nhiệt độ bình quân năm là 27,2 °C, tháng 5 là tháng nóng nhất với nhiệt độ trung bình 29,7 °C và tháng 1 có nhiệt độ thấp nhất 23,6 °C.
Biên độ nhiệt trong năm dao động khoảng 6,1 °C và biên độ nhiệt ngày và đêm dao động cao (từ 8 đến 10 °C). Tổng tích ôn 9.928 °C/năm. Đây là điều kiện thuận lợi cho sản xuất nông nghiệp theo hướng thâm canh, đặc biệt là cây mía, lúa, ngô, rau đậu thực phẩm.
Lượng mưa trung bình năm khá lớn (1.970 mm/năm) và phân bố theo mùa rõ rệt. Tổng lượng mưa trong mùa mưa khoảng 1.325mm, bắt đầu ngày 16/5 và kết thúc ngày 21/10 (kéo dài 164 ngày). Mùa mưa trùng với mùa lũ gây ngập úng, cản trở quá trình sản xuất của phần lớn diện tích đất nông nghiệp.

## Lịch sử

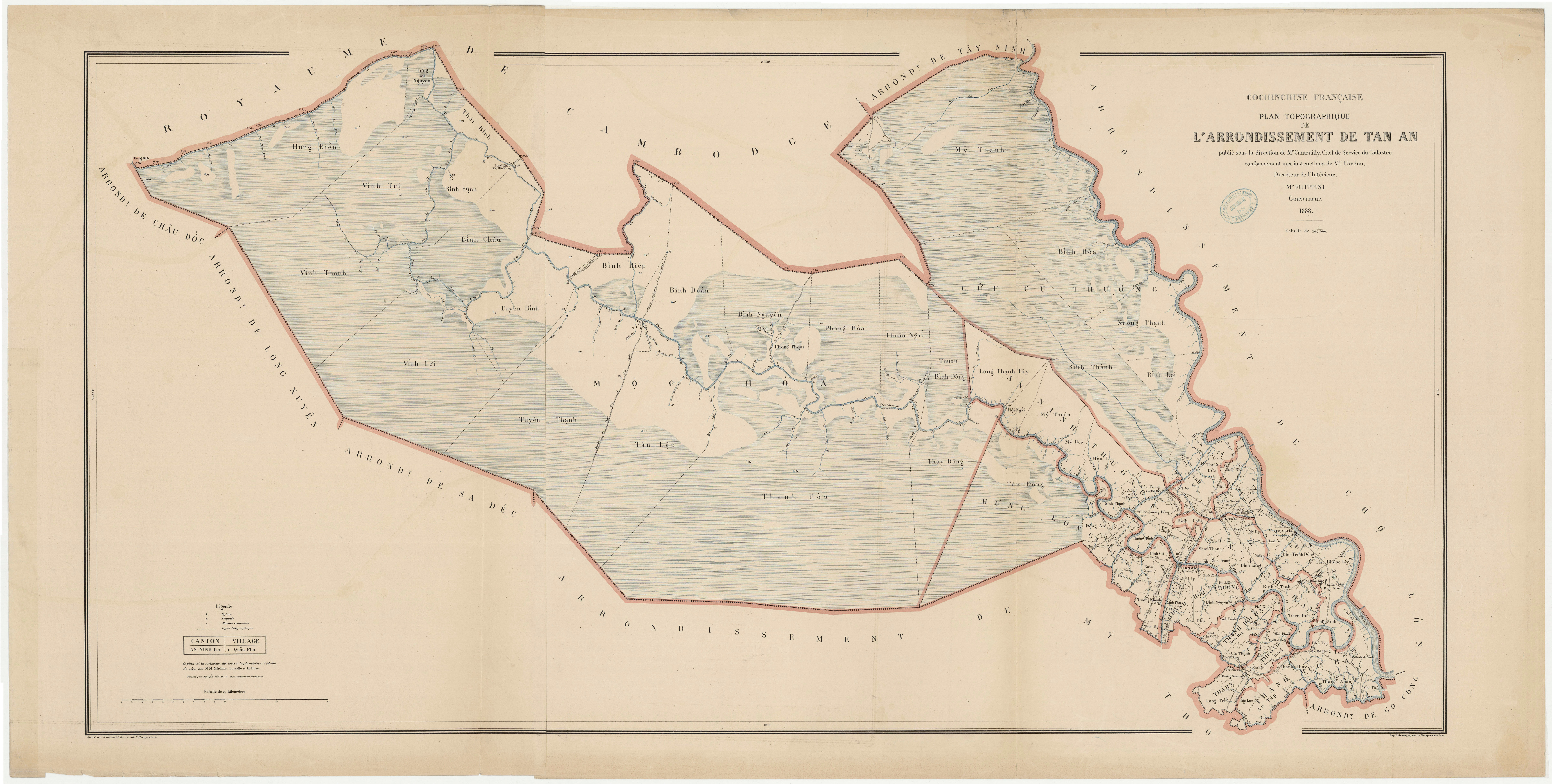
Bản đồ hạt Tân An năm 1888. Địa bàn huyện Đức Huệ lúc bấy giờ thuộc tổng Cửu Cư Thượng

### Nước - Thủy văn